# Liste der Gemeinden im Land Salzburg
Liste der Orts- und Katastralgemeinden im Land Salzburg
Das Land Salzburg gliedert sich in 119 politisch selbständige Gemeinden bzw. 381 Katastralgemeinden (bei 21 Ortsgemeinden besteht das Gemeindegebiet aus nur einer Katastralgemeinde).
Legende:
- Gemeindename[1] nach Kommunalverwaltung
  - Gemeindename in normaler Schrift: es gibt zusätzlich eine Katastralgemeinde mit gleichem Namen.
  - Gemeindename in kursiver Schrift: es gibt keine Katastralgemeinde gleichen Namens.
- Eingerückt findet man die dazugehörigen Katastralgemeinden.
  - Katastralgemeinden, die nicht auch gleichzeitig eine Ortschaft sind[1], sind unverlinkt.
- Name unterstrichen (falls angegeben): Hauptort der Gemeinde (Name der Ortschaft nach Amtlicher Statistik der Statistik Austria)[1]
- Anm: Der Name der Katastralgemeinde wird im amtlichen Kataster vom Bundesamt für Eich- und Vermessungswesen geführt, daher können Name der Gemeinde, der dazugehörenden Katastralgemeinde, und der Ortschaft unterschiedlich sein
  - Name in Klammer ist neuere Schreibweise (Umbenennungen)

Gebietsstand: März 2010
- Einzelne Orte einer Gemeinde findet man aufgrund des Umfanges nur auf den Bezirksseiten

Diese Liste soll dazu dienen, Artikel zu fehlenden Orten zu schreiben, deshalb keine redirects auf direkte Links umstellen. Alle Artikel über die Orte in diesem Bundesland finden sich unter Kategorie:Ort im Land Salzburg.
(o) Hauptort ist keine eigenständige Ortschaft
(n) römische Ziffern I und II: Teil einer früheren Katastralgemeinde, der andere Teil gehört meist zu einer anderen Ortsgemeinde
(s) Hauptort ist als Stadtteil der Stadt Salzburg eingemeindet

## A
- Abtenau
  1. Abtenau Dorf
  2. Abtenau Markt
  3. Fischbach
  4. Leitenhaus
  5. Rigaus
  6. Schorn
  7. Seetratten
  8. Seidegg (Seydegg)
  9. Unternberg

- Adnet
  1. Adnet I (n)
  2. Spumberg
  3. Wimberg

- Altenmarkt im Pongau
  1. Altenmarkt
  2. Palfen
  3. Sinnhub

- Anif
- Annaberg-Lungötz
  1. Annaberg (im Lammertal)
  2. Gappen
  3. Neubach

- Anthering

## B
- Bad Gastein
  1. Badgastein (Bad Gastein)
  2. Böckstein
  3. Remsach

- Bad Hofgastein
  1. Bad Hofgastein
  2. Harbach
  3. Heißingfelding
  4. Vorderschneeberg
  5. Wieden

- Bad Vigaun
  1. Rengerberg
  2. Vigaun

- Bergheim
  1. Bergheim I (n)
  2. Voggenberg

- Berndorf bei Salzburg
  1. Berndorf
  2. Großenegg

- Bischofshofen
  1. Bischofshofen
  2. Buchberg
  3. Haidberg
  4. Winkl

- Bramberg am Wildkogel
  1. Bramberg
  2. Habach
  3. Mühlbach
  4. Mühlberg

- Bruck an der Großglocknerstraße
  1. Bruck
  2. Hundsdorf
  3. Reith (Reit)
  4. St. Georgen

- Bürmoos
- Dienten am Hochkönig
  1. Dienten (Ortschaft: Dorf)
  2. Dientenbach
  3. Schwarzenbach

## D
- Dorfbeuern
- Dorfgastein
  1. Dorfgastein
  2. Klammstein

## E
- Eben im Pongau
  1. Eben
  2. Gasthof
  3. Schattbach

- Ebenau
  1. Ebenau I (n)
  2. Ebenau II (n)
  3. Hinterwinkl-Ebenau
  4. Vorderschroffenau

- Elixhausen
- Elsbethen
  1. Aigen II (n) (s)
  2. Elsbethen
  3. Gaisberg II (n)
  4. Hinterwinkl-Aigen
  5. Höhenwald

- Eugendorf
  1. Eugendorf
  2. Kirchberg
  3. Neuhofen
  4. Schwaighofen
  5. Reitberg

## F
- Faistenau
  1. Anger
  2. Lidaun
  3. Faistenau
  4. Tiefbrunnau
  5. Vordersee

- Filzmoos
  1. Filzmoos
  2. Neuberg

- Flachau
  1. Feuersang
  2. Flachau
  3. Höch
  4. Reitdorf

- Forstau
- Fusch an der Großglocknerstraße
  1. Taxenbacher-Fusch
  2. Zeller-Fusch
- Fuschl am See
  - Fuschl

## G
- Goldegg
  1. Buchberg
  2. Goldegg
  3. Weng

- Golling an der Salzach
  1. Golling
  2. Obergäu
  3. Torren

- Göming
- Göriach
- Grödig
  1. Glanegg
  2. Grödig

- Großarl
  1. Au
  2. Bach
  3. Eben
  4. Großarl
  5. Schied
  6. Unterberg

- Großgmain

## H
- Hallein
  1. Adnet II (n)
  2. Au
  3. Burgfried
  4. Dürrnberg (Bad Dürrnberg)
  5. Gamp
  6. Gries
  7. Hallein
  8. Oberalm II (n)
  9. Taxach

- Hallwang
  - Hallwang I

- Henndorf am Wallersee
  1. Henndorf
  2. Hof

- Hintersee
  1. Hintersee
  2. Lämmerbach

- Hof bei Salzburg
  1. Gitzen
  2. Hof

- Hollersbach im Pinzgau
  1. Hollersbach
  2. Jochberg

- Hüttau
  1. Bairau
  2. Hüttau
  3. Sonnberg
  4. Sonnhalb

- Hüttschlag
  1. Hüttschlag
  2. Karteis
  3. See

## K
- Kaprun

- Kleinarl
  1. Hinterkleinarl
  2. Mitterkleinarl

- Koppl
  1. Heuberg I (n)
  2. Koppl

- Köstendorf
  1. Köstendorf
  2. Tödtleinsdorf

- Krimml
- Krispl
- Kuchl
  1. Georgenberg
  2. Jadorf
  3. Kellau
  4. Kuchl
  5. Weissenbach (Weißenbach)

## L
- Lamprechtshausen
  1. Arnsdorf
  2. Lamprechtshausen
  3. Schwerting
  4. Sankt Alban

- Lend
  1. Embach
  2. Lend

- Leogang
  1. Ecking
  2. Sonnberg
  3. Leogang
  4. Grießen
  5. Pirzbichl
  6. Schwarzleo

- Lessach
  1. Lessach
  2. Zoitzach

- Lofer
  1. Au
  2. Hallenstein
  3. Lofer
  4. Scheffsnoth

## M
- Maishofen
  1. Mitterhofen
  2. Maishofen
  3. Atzing

- Maria Alm (am Steinernen Meer)
  1. Alm
  2. Winkl
  3. Aberg
  4. Hinterthal

- Mariapfarr
- Mattsee
  1. Hof
  2. Mattsee
  3. Obernberg

- Mauterndorf
  1. Mauterndorf
  2. Steindorf
  3. Faningberg
  4. Neuseß

- Mittersill
  1. Mittersill-Markt
  2. Mittersill-Schloß
  3. Paßthurn
  4. Spielbichl
  5. Schattberg
  6. Felben
  7. Felberthal

- Mühlbach am Hochkönig
  1. Mühlbach
  2. Schlöglberg

- Muhr
  1. Vordermuhr
  2. Hintermuhr
  3. Schellgaden

## N
- Neukirchen am Großvenediger
  1. Neukirchen
  2. Rosenthal
  3. Sulzau

- Neumarkt am Wallersee
  1. Matzing
  2. Neufahrn
  3. Neumarkt Land
  4. Neumarkt Markt

- Niedernsill
  1. Niedernsill
  2. Jesdorf
  3. Lengdorf

- Nußdorf am Haunsberg
  1. Nußdorf
  2. Pinswag
  3. Weitwöhrth

## O
- Oberalm
  - Oberalm I (n)

- Oberndorf bei Salzburg
  - Oberndorf

- Obertrum am See
  1. Obertrum
  2. Schönstraß

## P
- Pfarrwerfen
  1. Dorfwerfen
  2. Grub

- Piesendorf
  1. Piesendorf
  2. Walchen
  3. Aufhausen
  4. Humersdorf

- Plainfeld
- Puch bei Hallein
  1. Hinterwiesthal
  2. Thurn (Ortsch.: Sankt Jakob am Thurn)
  3. Thurnberg

## R
- Radstadt
  1. Höggen
  2. Löbenau
  3. Mandling
  4. Radstadt
  5. Schwemmberg

- Ramingstein
  1. Ramingstein
  2. Mitterberg
  3. Mignitz

- Rauris
  1. Rauris
  2. Unterland
  3. Wörtherberg
  4. Vorstandrevier
  5. Seidlwinkl
  6. Bucheben

- Rußbach am Paß Gschütt (o)
  - Rußbach (Ortsch. Rußbachsaag)

## S
- Saalbach-Hinterglemm
  1. Saalbach
  2. Hinterglemm

- Saalfelden am Steinernen Meer
  1. Saalfelden
  2. Farmach
  3. Uttenhofen
  4. Bergham
  5. Haid
  6. Gerling
  7. Lenzing
  8. Lichtenberg
  9. Hohlwegen

- Salzburg
  - Salzburg: Abteilungen Äußerer Stein, Froschheim, Innere Stadt (Stadtteile Altstadt und Neustadt), Lehen, Mönchsberg, Mülln, Nonntal, Riedenburg, Schallmoos

  1. Maxglan (o) (s)
  2. Morzg (o) (s)
  3. Gnigl (o) (s)
  4. Itzling (o) (s)
  5. Aigen I (n) (s)
  6. Liefering II (n)
  7. Leopoldskron (s)
  8. Gaisberg I (n)
  9. Heuberg I (n)
  10. Bergheim II (n)
  11. Hallwang II (n)
  12. Siezenheim II (n)
  13. Wals II (n)

- St. Andrä im Lungau
  - St. Andrä

- St. Georgen bei Salzburg
  1. Holzhausen
  2. Jauchsdorf
  3. St. Georgen (St. Georgen bei Salzburg)

- St. Gilgen
  1. Gschwand
  2. Oberburgau
  3. Ried
  4. St. Gilgen
  5. Unterburgau
  6. Winkl

- St. Johann im Pongau
  1. Einöden
  2. Floitensberg
  3. Ginau
  4. Hallmoos
  5. Maschl
  6. Plankenau
  7. Reinbach
  8. Rettenstein
  9. St. Johann im Pongau
  10. Urreiting

- St. Koloman (o)
  1. Oberlangenberg
  2. Taugl
  3. Tauglboden

- St. Margarethen im Lungau
  - St. Margarethen

- St. Martin am Tennengebirge
  1. Lammerthal (Lammertal)
  2. St. Martin

- St. Martin bei Lofer
  1. St. Martin
  2. Wildenthal (Wildental)
  3. Obsthurn

- St. Michael im Lungau
  - St. Michael

- St. Veit im Pongau
  1. Klamm
  2. Lehen
  3. Oberlehen
  4. Schwarzach II (n)
  5. St. Veit
  6. Untersberg

- Scheffau am Tennengebirge
  1. Scheffau
  2. Voregg
  3. Weitenau

- Schleedorf
  1. Engerreich
  2. Schleedorf
  3. Wallsberg

- Schwarzach im Pongau
  - Schwarzach I (n)

- Seeham
  1. Matzing
  2. Seeham

- Seekirchen am Wallersee
  1. Marschalln
  2. Mödlham
  3. Seekirchen Land
  4. Seekirchen Markt
  5. Seewalchen
  6. Waldprechting

- Straßwalchen
  1. Bruckmoos
  2. Brunn
  3. Haselreith
  4. Irrsdorf
  5. Straßwalchen Land
  6. Straßwalchen Markt

- Strobl
  1. Aigen
  2. Gschwendt
  3. Strobl
  4. Weissenbach

- Stuhlfelden
  1. Stuhlfelden
  2. Dürrenberg (Dürnberg)

## T
- Tamsweg
  1. Tamsweg
  2. Mörtelsdorf
  3. Haiden
  4. Sauerfeld
  5. Seetal
  6. Wölting
  7. Lasaberg
  8. Keusching

- Taxenbach
  1. Taxenbach
  2. Eschenau (Hauptort: Hundsdorf)
  3. Sonnberg (Ortsch.: Groß-, Kleinsonnberg)
  4. Wolfbachthal

- Thalgau
  1. Egg
  2. Enzersberg
  3. Thalgau
  4. Thalgauberg

- Thomatal
  1. Thomatal
  2. Bundschuh

- Tweng

## U
- Unken
  1. Unken
  2. Gföll
  3. Reith (Reit)

- Unternberg
  1. Unternberg
  2. Voidersdorf

- Untertauern
- Uttendorf
  1. Uttendorf
  2. Tobersbach
  3. Schwarzenbach
  4. Stubach

## V
- Viehhofen

## W
- Wagrain
  1. Hof
  2. Hofmarkt
  3. Schwaighof
  4. Vorderkleinarl
  5. Wagrain (Ortschaft: Wagrain Markt)

- Wald im Pinzgau
  1. Wald
  2. Hinterwaldberg

- Wals-Siezenheim
  1. Gois
  2. Liefering II (n) (s)
  3. Siezenheim I (n)
  4. Wals I (n)

- Weißbach bei Lofer (o)
  1. Oberweißbach
  2. Unterweißbach

- Weißpriach
- Werfen
  1. Reitsam
  2. Scharten
  3. Sulzau
  4. Werfen Markt
  5. Wimm

- Werfenweng

## Z
- Zederhaus
  1. Lamm
  2. Zederhaus
  3. Rothenwand
  4. Wald

- Zell am See
  1. Zell-am-See
  2. Bruckberg
  3. Erlberg
  4. Schmitten
  5. Thumersbach